# Méthanesulfonate de méthyle
Le méthanesulfonate de méthyle, souvent abrégé MMS, est un composé organique de la famille des esters sulfoniques. C'est un agent alkylant et un cancérigène. On le soupçonne aussi d'être une substance toxique pour le système reproductif et la peau. Il est utilisé comme traitement contre le cancer.